# Tea for the tillerman
Tea for the Tillerman és el quart àlbum d'estudi del cantautor britànic Cat Stevens, publicat el 23 de novembre de 1970. Va arribar al número 20 del UK Albums Charts del regne Unit, i al número 8 de la llista nord-americana Billboard 200. L'àlbum va incloure els senzills; "Wild World", cançó que va arribar al número 11 del Billboard Hot 100, i "Father and son". L'àbum té una triple certificació de platí per la RIAA que certifiquen 3 milions d'unitats venudes. L'èxit del disc va acabar de convertir Cat Stevens en una estrella del pop.

## Crítiques musicals
La revista Rolling Stone va elogiar el disc, que sota una aparença de senzillesa, tenia vida pròpia en la recerca de valors personals envoltat d'unes melodies de petits inicis i de ressonàncies àmplies.
El crític musical Robert Christgau va trobar la música repetitiva i que no tenia la "delicadesa seca" que va mostrar Stevens al seu anterior disc Mona Bone Jakon (1970), i li va atorgar una B-.
El crític William Ruhlmann del portal web Allmusic,li va atorgar 5 estrelles i el va qualificar com una cerca de l'espiritualitat i de respostes davant de les veritats tradicionals a través de cançons amb una melodia pop molt contundent.
El 2003, Rolling Stone va incloure l'àlbum en la seva Llista dels 500 millors discs de tots els temps segons Rolling Stone en la posició número 206, i 208 el 2012 en la revisió que fa ver de la llista. El 2006, l'àlbum es va incloure al llibre 1001 Albums You Must Hear Listen Before You Die. El 2007, l'àlbum es va incloure a la llista de "The Definitive 200 Albums of All Time", publicada per "The National Association of Recording Merchandisers" i pel "Rock and Roll Hall of Fame". Va arribar al número 342 en les votacions als millors àlbums de Tot Temps de Colin Larkin.
El portal AlhoaCrticón, va elogiar el disc i el va descriure com "una bella, tranquil·la i reflexiva melodía acústica plena de lirisme i de to intimista."

## Llista de temes
Totes les cançons escrites per Cat Stevens.
| 1. | «Where Do the Children Play?» | 3:52 |
| 2. | «Hard Headed Woman»           | 3:47 |
| 3. | «Wild World»                  | 3:20 |
| 4. | «Sad Lisa»                    | 3:45 |
| 5. | «Miles from Nowhere»          | 3:37 |

| 1. | «But I Might Die Tonight» | 1:53 |
| 2. | «Longer Boats»            | 3:12 |
| 3. | «Into White»              | 3:24 |
| 4. | «On the Road to Find Out» | 5:08 |
| 5. | «Father and Son»          | 3:41 |
| 6. | «Tea for the Tillerman»   | 1:01 |

## Músics
- Cat Stevens – guitarra clàssica, guitarra acústica, teclats, veus
- Alun Davies – guitarra acústica, veus de suport
- Harvey Burns – bateria, congues, tambourina
- John Ryan – baix.
- Del Newman – cordes, arrangements
- John Rostein – Solo Violí